# Hiroshi Noguchi
Hiroshi Noguchi (野口 裕司 Noguchi Hiroshi?, nacido el 25 de febrero de 1972 en Ibaraki) es un exfutbolista japonés. Jugaba de defensa y su último club fue el Omiya Ardija de Japón.

## Trayectoria

### Clubes
| Club               | País  | Año         |
| ------------------ | ----- | ----------- |
| Kyoto Purple Sanga | Japón | 1994 - 2002 |
| Omiya Ardija       | Japón | 2003        |

## Palmarés

### Títulos nacionales
| Título             | Club               | País  | Año  |
| ------------------ | ------------------ | ----- | ---- |
| Copa del Emperador | Kyoto Purple Sanga | Japón | 2002 |